# Яцина Ігор Григорович
Ігор Григорович Яцина (30 квітня 1942, с. Крути, Ніжинський район — 21 березня 2005, м. Ніжин) — поет, художник, музикант, цілитель.

## Основні віхи життєвого шляху Ігоря Яцини

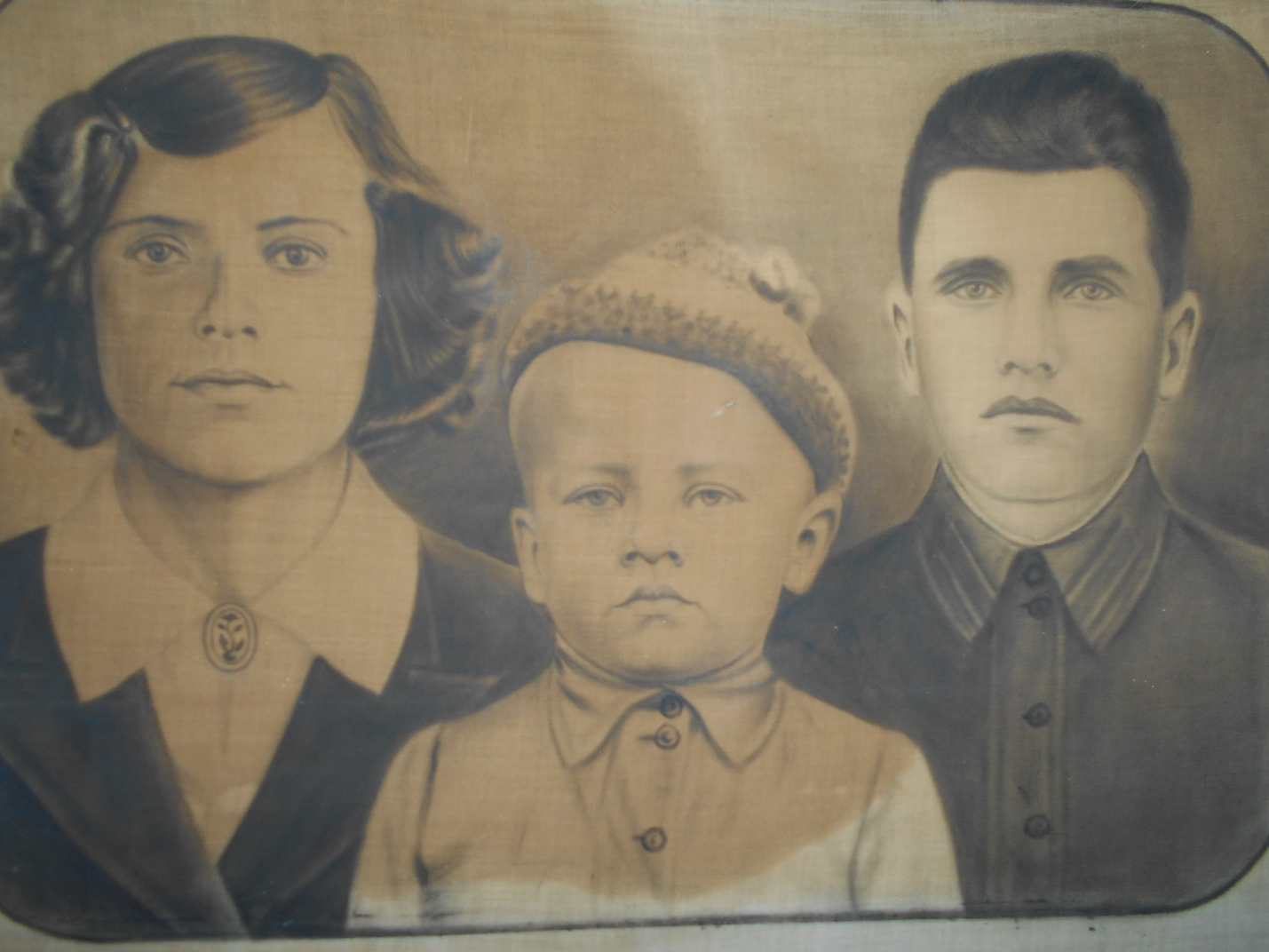
Живопис. І.Яцина. Сім'я І.Яцини (робота дідуся Ігоря, виконана на тканині).

Народився Ігор Григорович Яцина 30 квітня 1942 року в с. Крути Ніжинського району в сім'ї військового і медсестри. Батьки рано пішли на Другу Світову війну. Тато (Яцина Григорій Іларіонович), офіцер, загинув на фронті, а зараз завдяки зусиллям сина Ігоря його тіло перепоховане на братській могилі біля НДПУ ім. М. В. Гоголя. Мама (Яцина Галина Опанасівна), яка ще до війни отримала освіту медичної сестри, тікала від німців, допомагаючи партизанам, а це було взимку, захворіла на пневмонію і невдовзі померла від хвороби. Ігор рано залишився сиротою, у дворічному віці. Любов і ласку отримував від добрих людей. Можливо, тому до останніх своїх днів сіяв теж як тепло так і добро навколо себе.
Виховувався Ігор у своєї тьоті Паші (по материній лінії), яку називав «мама-тьотя» (була вона на той час ще неодружена) та бабусі Іри. «Тітка Параска разом із бабусею працювали у коморах і малого Ігоря брали із собою, баба носила його у мішку». Пізніше, коли тітка одружилася, в неї народилося двоє синів, Володимир та Михайло. Вони росли і виховувалися разом як рідні. Ігор був їм за старшого брата.
Пригадуючи свої дитячі та юнацькі роки, Володимир Петрович, двоюрідний брат, згадує, як Ігор водив їх у ліс збирати гриби і пояснював, де їстівні, а де ні. Ще він був дуже гарним рибалкою. Пригадує, як на р. Остер тягали разом волока.
Ігорю розповідали, що його мама, Галина Опанасівна, дуже любила малювати, складала пісень, любила грати на гітарі. Отож і йому, мабуть, щось передалось від неї.
Навчаючись у школі, Ігор захоплювався малюванням. З художніх книг він знайомився технікою малювання, робив копії картин. Так у 1956 році з'явилася перша картина, намальована олійними фарбами, — «Три богатирі», коли Ігор був у 7 класі, (зараз вона являється зниклою). Пригадує Ігор Григорович і свого учителя Миколу Івановича Сварника, який давав йому слушну пораду — не копіювати, а малювати з натури, тобто: все те прекрасне, що оточує його, що він бачить. І прислухавшись до поради, Ігор почав малювати. Так почали з'являтися перші картини з натури і перші шкільні виставки його перших робіт.
Мрія Ігоря Григоровича була вже тоді — стати художником. Та для цього треба було вчитися і по закінченню школи Ігор їде до міста Києва шукати свого щастя в столиці, де є художні школи, училища і художній інститут з наміром вступити туди. Та щастя було не на боці Ігоря. Сільському юнакові, та ще без батьків, без надійних порадників, звичайно, було важко пробивати свою життєву дорогу. Йому не поталанило стати студентом художнього вузу і він вступив до професійно-технічного училища, зовсім не за фахом, як хотів. Головне — хоч якось «зачепитись» за Київ, а там буде видно, як діяти далі. Зате в вечірній час мав можливість навчатися в художній студії при заводі «Більшовик», де працювали викладачі художнього інституту ім. Смирнова-Ласточкіна, і заодно готуватись до вступу у цей вуз. Адже саме викладачі могли рекомендувати кращих своїх вихованців до вступу в інститут.
Одноразово закінчив професійно-технічне училище, вечірню школу і художню студію. Але, попрацювавши трохи в Києві, Ігоря на чотири роки призвали на службу у військовий флот за Полярне коло на атомні підводні човни. Цей період не дав змогу здійснитись мрії вступу в інститут, але дали змогу поповнити малюнками та ескізами колекцію його картин. І на службі він не залишав малювання. «Завжди і скрізь, чи то перебуваючи на кораблі в морі, чи то на березі на базі, мав із собою етюдник із фарбами та кольорові олівці».
«Неможливо описати словами кольорові фарби природи Заполяр'я, незважаючи чи то літо, чи то весна, особливо — осінь з її золотим вбранням осінньої горобини та берізок на сірих сопках».

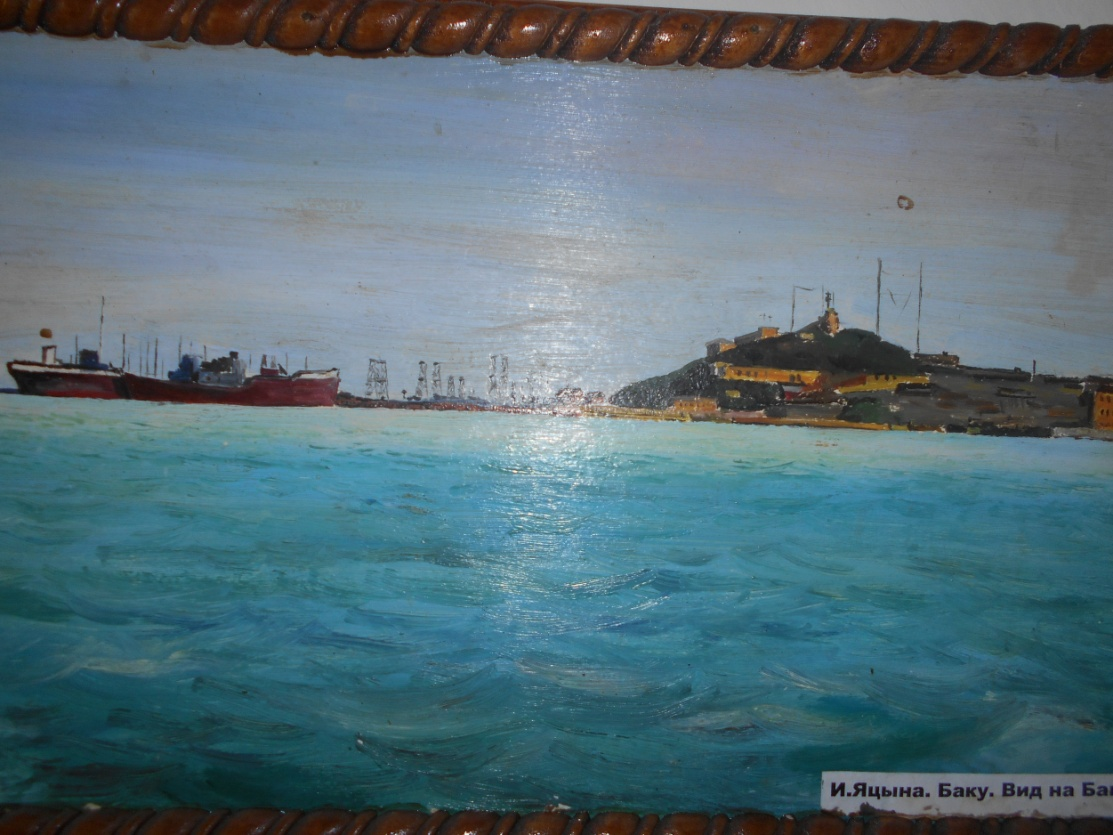
Картина «Осінь Заполяр'є»

Так в колекції його доробок з'явилися картини «Північна осінь. Західна Ліца», «Весна на Півночі», «Осінь Заполяр'я» та інші.
За час перебування на службі було намальовано багато етюдів та картин, які подаровані його друзям по службі.
Після закінчення армії повертається знову до Києва, але в художній інститут поступати не було можливості. Треба було заробляти на прожиття. Та малювання не залишав, бо це було його невід'ємне навіки.
«Залишалось одне — удосконалювати свою майстерність самостійно. Коли людина чогось хоче досягти, коли в неї є якась конкретна мета, вона завжди свого досягне. Головне — не лінитись».
У Києві було написано багато етюдів з видами схилів Дніпра, з Лаврою, Видубицьким монастирем, Володимирським собором, Духовною Академією та ін.
Частина цих робіт демонструвалась на багатьох виставках в Ніжині, Чернігові та Києві.
Згодом Ігор Григорович переїздить до Ніжина. Спочатку він навчається, а потім працює в Ніжинському культурно-освітньому училищі. Керує художніми колективами консервного комбінату, меблевої фабрики, фабрики художніх виробів «8 Березня». Багато вільного часу присвятив замальовкам околиць Ніжина з його величними храмами, де з'явилися такі роботи, як: «Осінь у Графському парку», «Іви над озером», «Миколаївський собор», «Дівочий монастир», «Церква Іоанна Богослова», «Весна над Ніжином» та багато інших.
Були поїздки по Чернігівській області. Декілька етюдів з'явились після поїздки до м. Новгород-Сіверський, до селища Ладинка, що над Десною. І знову нові картини, що розповідають про рідний край. Деякі з цих робіт демонструвались довгий час в Будинку дітей та юнацтва в Ніжині, в дитячому санаторії «Пролісок» с. Лісового.
Працюючи в дитячому санаторії «Пролісок» завідуючим клубом, культорганізатором-художником, залишив добру пам'ять про себе в своїх декоративних панно, та й взагалі в художньому оформленні всіх корпусів санаторію.
Потім були поїздки по Азербайджану, в Кабардино-Балкарію, в Крим, на Урал. І скрізь — з етюдником в руках. 25 днів пішки йшов горами й ущелинами Кабардино-Балкарії до Ельбрусу більше 100 кілометрів. Улюблені знаряддя праці художника — акварель, олія, олівець. Звідти були привезені етюди-картини «Черекська ущілина», «Ріка Черек», Бурхлива річка" та ін.. Ту красу, ті краєвиди, що бачив художник, тепер бачить глядач на виставках його картин.
Однією з Кримських робіт є етюд «Чуфут-Кале», що був написаний в м. Бахчисараї.
Пізніше Ігор Григорович був відряджений для роботи в Групу Радянських військ в Німецьку Демократичну республіку до штабу військ головним художником в груповий будинок офіцерів в Вюнсдорфі. На його плечах лежало їх культурне забезпечення.

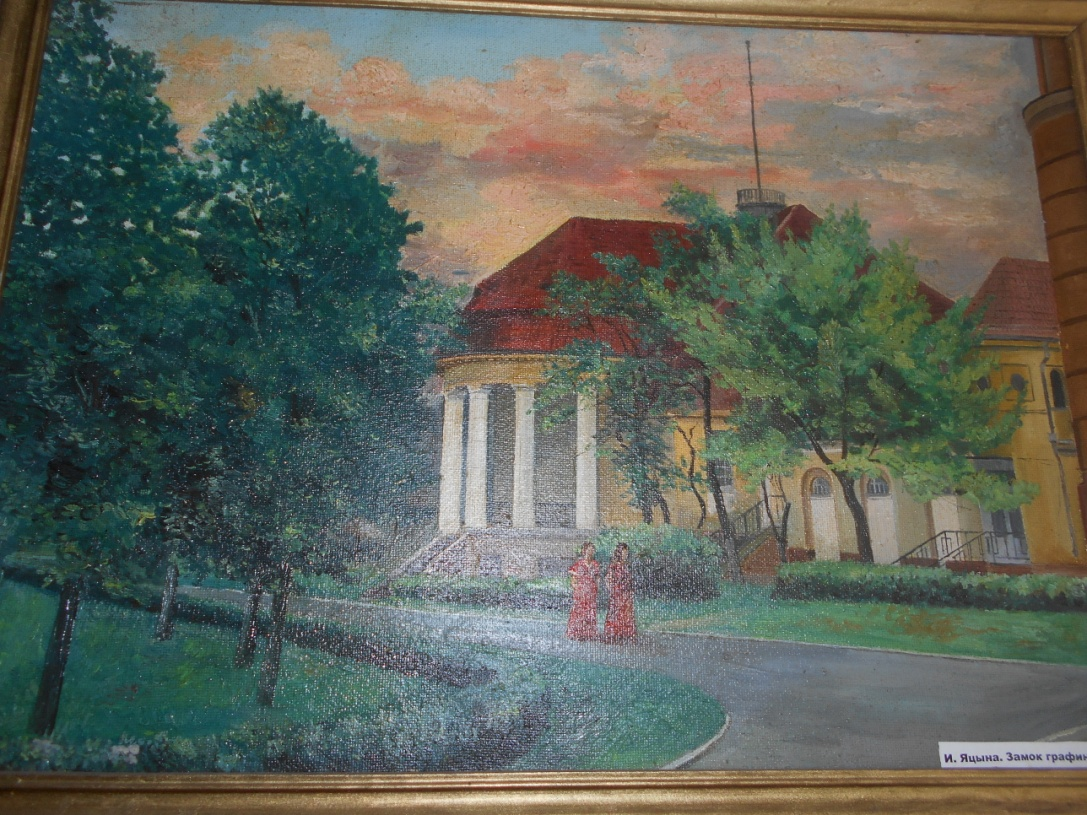
«Замок графині Косель» — одна з картин написаних за три роки перебування в НДР.

«За три роки перебування в НДР багато об'їздив цю країну, і знову ж, з етюдником та фотоапаратом в руках». Там з'явились такі картини, як: «Груповий будинок офіцерів», «Будинок піонер в ГСВГ», «Лісне озеро», «Замок графині Косель» та ін.
Він зустрічався і був близько знайомий з багатьма зірками естради. Але свої спогади про них так і не встиг видати.
"Останні роки життя Ігор Григорович дуже хворів, далися взнаки часи, проведені в Заполяр'ї на флоті, пов'язані з атомними підводними човнами, " — пригадує поетеса Світлана Рижевська. Але все одно, бажання працювати його не покидало.

В ході інтерв'ю з Світланою, з душевним теплом згадувала ті останні три роки, які прожили вони з Ігорем: «Він дістався мені уже важкохворим. Але це людина добра, чуйна, компанійська, веселої вдачі, від якої випромінювався лише позитив. Я вмію знаходити і бачити в людях добре й сокровенне. Саме це все і було в Ігоря Григоровича». Це дві творчі натури, які надихали одна одну на мистецтво творити. «Він був простий і величний, а в очах випромінювались доброта і тепло», — згадує поетеса. «Одного разу, коли Ігор приїхав із Крут, — говорить Світлана, — і був дуже втомлений, погано себе почував, але вирішив порадувати кохану, принісши їй букет польових квітів. Зустріч була такою ніжною… Запах тих квітів я пам'ятаю до цих пір…». Саме Ігорю Світлана вдячна за житло, яке вона має зараз(саме там відбулася наша зустріч) завдяки умінню Ігоря домовлятися з людьми. Зараз С. Рижевська мешкає в Ніжині, стан здоров'я з часом гіршає, але вона не забуває кожного року приїздити на могилу до І.Яцини, на якій написано її слова:
«Дав Бог Вам неабиякий талант: Художник, лікар, музикант.
Ось коротенький Ваш портрет!

А Ви виходить ще й поет!».
Після роботи в Німеччині Ігор Яцина керує художньою самодіяльністю Ніжинського заводу «Прогрес».
Не забув художник і про своє рідне село. «В Крутівській церкві Архістратига Божого Михаїла (1885 р.) милують око прихожан декілька ікон, намальованих його рукою»[2].
Про те, що його в селі знають і пам'ятають, свідчить краєзнавча робота в шкільному музеї, де в 2011 році виставлені його картини та малюнки. За ініціативи вчителів школи Корнієнко В. С. та Ворони Н. І. був створений музей. І зараз в приміщенні сільської школи відкрита постійно діюча виставка його картин.

За своє життя він намалював біля 100 картин та етюдів, написав біля 400 віршів. Виставляв свої картини на виставках у містах: Ніжин, Чернігів, Київ. Протягом 10 років на постійно діючій виставці в музеї М. Подвойського, що в с. Кунашівка Ніжинського району, виставлялись у повному об'ємі роботи І.Яцини. Потім, після закриття музею, в 90-х роках, його картини були перевезені в середню школу № 4 м. Ніжина. Саме тоді Ігор Григорович познайомився з поетесою Світланою Віталіївною Рижевською, яку запросили до цієї школи вести літературний гурток. Саме там відбулося відкриття клубу «Канатоходець». Першими гостями стали художник Ігор Яцина та поетеса Світлана Рижевська. Своїми враженнями від картин художника поділились школярі:
«В нашій школі відкрився клуб „Канатоходець“. Дякуючи йому, тепер маємо можливість зустрічатися і спілкуватися з цікавими людьми.

Першим гостем нового клубу став художник, поет, народний цілитель Ігор Григорович Яцина. На зустрічі Ігор Григорович розповів про своє життя, тяжке сирітське дитинство, про своє прагнення стати художником. Численні епізоди його життя знайшли відображення в картинах. Це рідне село Крути, роки навчання в Києві, служба на флоті моряком-підводником, життя за кордоном. Та особливе місце в творчості художника посідає ніжинська тема. Це і велич церков, і неповторна мальовничість краєвидів.
Свої картини художник залишив у нашій школі, аби всі бажаючі могли їх подивитися.

А ще Ігор Григорович читав свої вірші, які ми слухали з задоволенням».Ю.Назаренко, восьмикласниця школи № 4 м. Ніжина.
«Картини І. Г. Яцини приваблюють різнобарв'ям фарб і кольорів.

Чиста голубінь неба, багряне листя дерев, що відображуються в озері, надають картині „Золота осінь“ ніжного характеру, роблять її оригінальною.
Не дивлячись на те, що осінь — печальна пора, дивитись на цю картину приємно. Спілкування людини з природою позитивно діє на стан душі, робить людей благороднішими.

Хочеться подякувати художнику за цікаву зустріч і за картини, що стали нашими духовними вчителями».В.Ярмалюк
11 клас
Газета «Ніжинський вісник»

30 жовтня 1999 р..
Після закриття клубу «Канатоходець» картини Ігоря Григоровича були перенесені до ЦМБ м. Ніжина (Читальний зал).
«Колишній методист міської бібліотеки В. О. Пархоменко, яка працювала тут до 2013 року, розповіла, як одного разу І.Яцина завітав до міської бібліотеки з палицею — погано себе почував. Сказав, що хоче вивісити у читальному залі свої картини. Їх привезли на машинах, 18 штук. Вони були постійно діючою виставкою в санаторії „Пролісок“. Серед них не вистачало лише однієї картини — тієї, яку дуже просила намалювати Л. В. Турова, поетеса, яка була тісно знайома з Ігорем Григоровичем, працюючи в санаторії. Вона хотіла бачити на полотні безкрайнє пшеничне поле. Але він так і не встиг виконати замовлення».
Як бачимо, на долю Ігоря Яцини випав нелегкий шлях — рання втрата батьків, важке дитинство, складний шлях до здійснення заповітної мрії. Йому довелося пройти через службу на атомних підводних човнах. Та за всі роки життя Ігор Григорович не впадав у відчай, тримався мужньо і ніколи н нарікав на свою важку долю, а твердо йшов до мети. Він зумів знайти себе — став поетом, художником, музикантом, — справжнім народним митцем.
А ще вражає надзвичайна простота, скромність, людяність, вимогливість до себе. Життя І.Яцини — це приклад сильної людини, приклад для нас, молодого покоління, як не втрачати оптимізму навіть у критичні моменти життя, як гартувати силу духу, стійкості, як не втратити людяності й не озлобитись у цьому жорстокому світі.

## Художня творчість І. Яцини

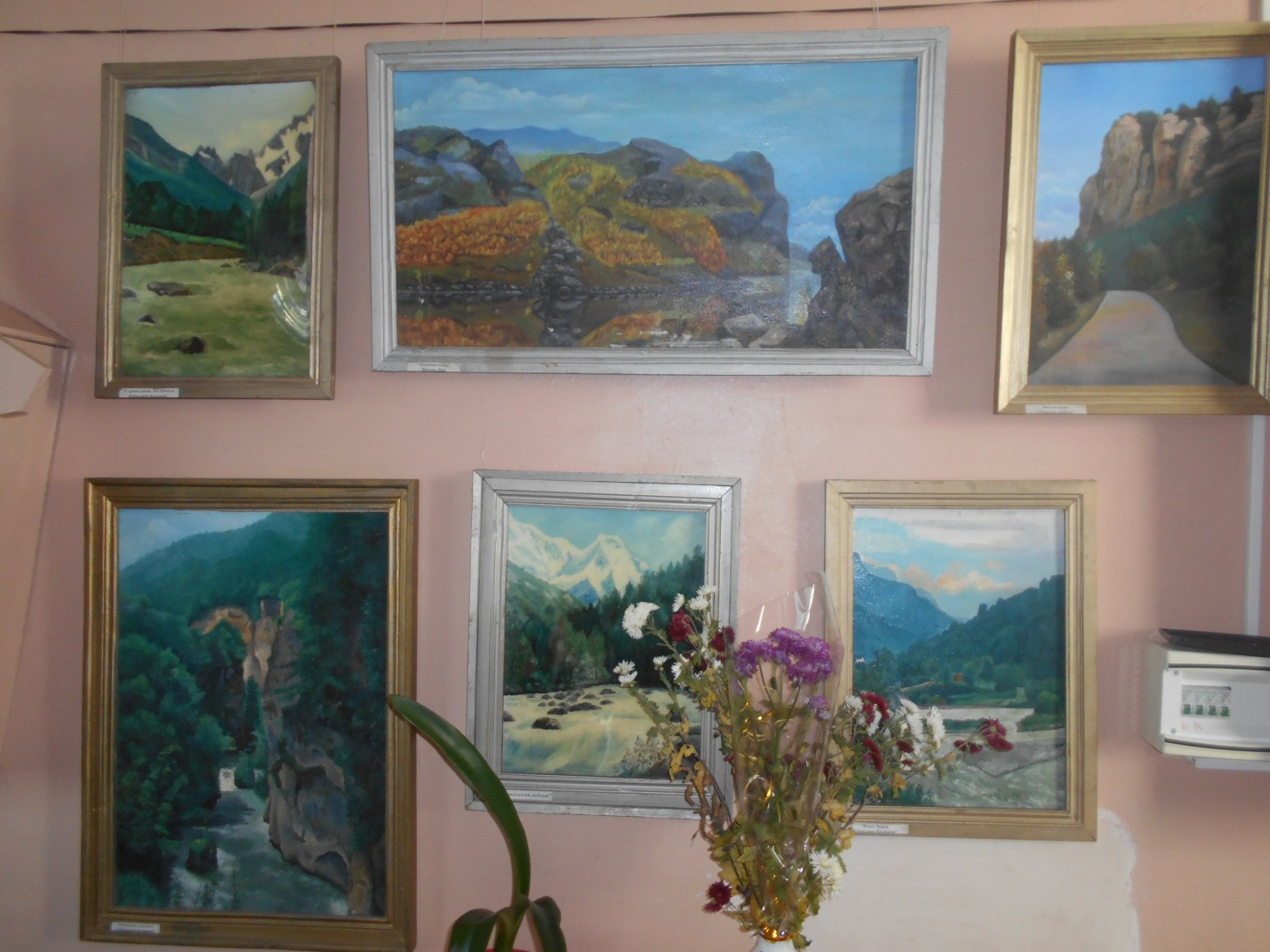
Читальний зала ЦМБ м. Ніжина. в якому знаходяться картини І. Яцини в такому порядку, як він сам і забажав.

Більша частина картин художника знаходиться в читальному залі ЦМБ м. Ніжина. «Розміщені вони так, як цього бажав Ігор Григорович». Серед них велика кількість пейзажів, які вражають своєю красою і милують око. Адже художник відчував постійну потребу дарувати людям красу. Ігор дуже продуктивно це робив. "Хотілося, щоб мої картини випромінювали енергетику, після якої ви відчули б себе заспокоєно, і подивилися б на світ зовсім іншими, добрими очима, " — бажав усім нам Ігор Яцина.
"В моїх картинах я поет, " — писав Ігор Григорович. Художник був закоханий у рідне місто Ніжин. На його полотнах ми упізнаємо чимало знайомих краєвидів старовинного міста. Його картини зачаровують, бо написані ніби самим небайдужим серцем. Вони примушують нас озирнутися навколо і з радістю збагнути, що живемо ми в прекрасному місті, яке треба оберігати й цінувати, щоб залишити нащадкам цю красу.
Це і картина «Графський парк. Золота осінь», дивлячись на яку, ніби поринаєш в озеро парку, яке віддзеркалює яскраве жовте листя дерев, що нахилилися до води. Чимось на цю схожа картина «Графський парк. Спокій над озером», але вже з літнім пейзажем.
У жовто-зеленавих тонах намальована картина «Лісові берізки». Художник повністю присвятив її улюбленим білокорим красуням.
Як не згадати про картину «Рідний дім. Півники», де з такою любов'ю і ніжністю зображені блідо-фіолетові квіти на фоні рідної хати у Крутах.
На двох картинах художника зображений зимовий пейзаж («Ніжинський зимовий пейзаж з церквами», «Зимовий пейзаж. м. Ніжин. Спасо-Преображенська церква»). Вони вражають своєю реалістичністю.
Пейзажі, які малював Ігор Григорович на Півночі («Осінь Заполяр'я» та ін.) про холодні північні краєвиди так багато можуть розповісти про художника…
Біля його картин задумуєшся над сенсом життя і твоїм високим призначенням у ньому творити добро і дарувати людям радість.
Ось як написала про І.Яцину поетеса Л. В. Турова: Художник
Мир — он мудрец из мудрецов –
С душой открытою младенца, Природу распахнул, как сердце.
И вот ты с ней лицо в лицо.
Хозяин, чародей и раб…
Кладешь мазки, благоговея.
Колдуешь, оторвать не смея
От яви восхищенный взгляд.
Лучом пронизанная мгла…
Промытый ливнем полдень синий
И крыши ближнего села…
И в окруженьи тишины
К душе твоя прильнула Муза.
Теплом взаимного союза, Как свечи, сосны зажжены.
И в постоянстве многолик
Мир, виденьем твоим предназначен, Запечатлен и точно схвачен
Природы неповторимый миг.

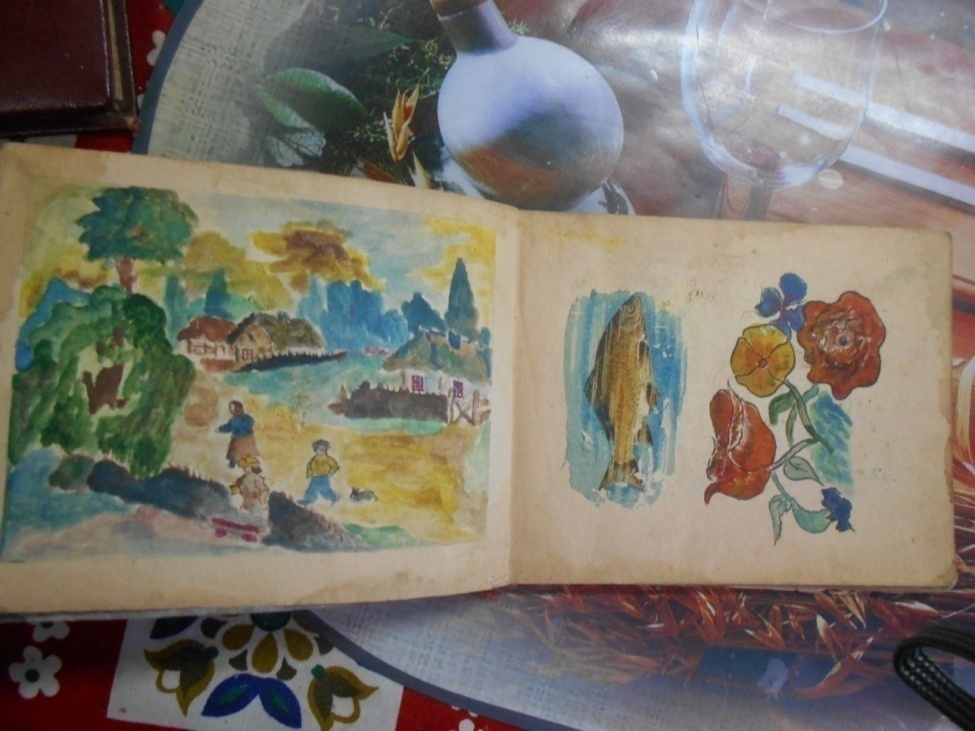
Фото. Альбом дитячих малюнків І.Яцини

Зберігся до цього часу альбом дитячих малюнків Ігоря. Який знаходиться у його двоюрідного брата Володимира.
Велика кількість портретів художника знаходиться у музеї Крутівської ЗОШ, які виконані олівцем. Дуже багато жіночих портретів. Ігор любив малювати жінок. Зокрема художник велику увагу приділяв їх волоссю, яке, очевидно, йому дуже подобалось. Серед них є і портрет його матері, бабусь по материній і по батьковій лінії.
Є малюнки, на яких зображені жіночі портрети без імен. Тобто, це були просто незнайомі.
Жіночі образи — улюблена тема портретів І.Яцини.
Всіх відомих людей, які приїжджали до Ніжина, Ігор Григорович малював. Це і народний артист України Дмитро Гнатюк, Заслужений артист УССР Г. Міньківський, народна артистка Тамара Міансарова, Ніна Мозгова, Вадим Танков, Андрій Сова та ін.
Що стосується натюрмортів. За даними нашого дослідження ми знайшли лише 2 картини — «Натюрморт з квітами» та «Осінній натюрморт з квітами, овочами та фруктами». Обидві роботи вражають яскравістю та барвами кольорів. На них зображені квіти осені — чорнобривці, хризантеми, айстри. Букети з квітів та овочі зображені на світло-блакитному фоні. Навіть ваза та книга, зображені на картині, теж синього кольору з блакитним відтінком. Самі квіти мають яскраві кольори — червоний, жовтий, рожевий.
Милуючись цими картинами, поринаєш у світ неймовірної краси і чарівності світу природи…
Отже, талант малювати — це Божий дар, який дається не всім. Картини І.Яцини окриляють душу, можуть навіть її спопелити. В них і ніжність, і любов, і втіха, і порада, і насолода. Картини митця говорять про його своєрідне бачення світу. Це ніби відголоски його душі, його настрою. Пейзажі пронизані любов'ю до тих місць, де бував художник. Від портретів митця випромінюється енергетика, яка просто заспокоює.

## Поетико-музична спадщина Ігоря Яцини
Ігор Григорович любив поезію, тонко відчував настрій ліричного героя, умів поділитися своїми враженнями.

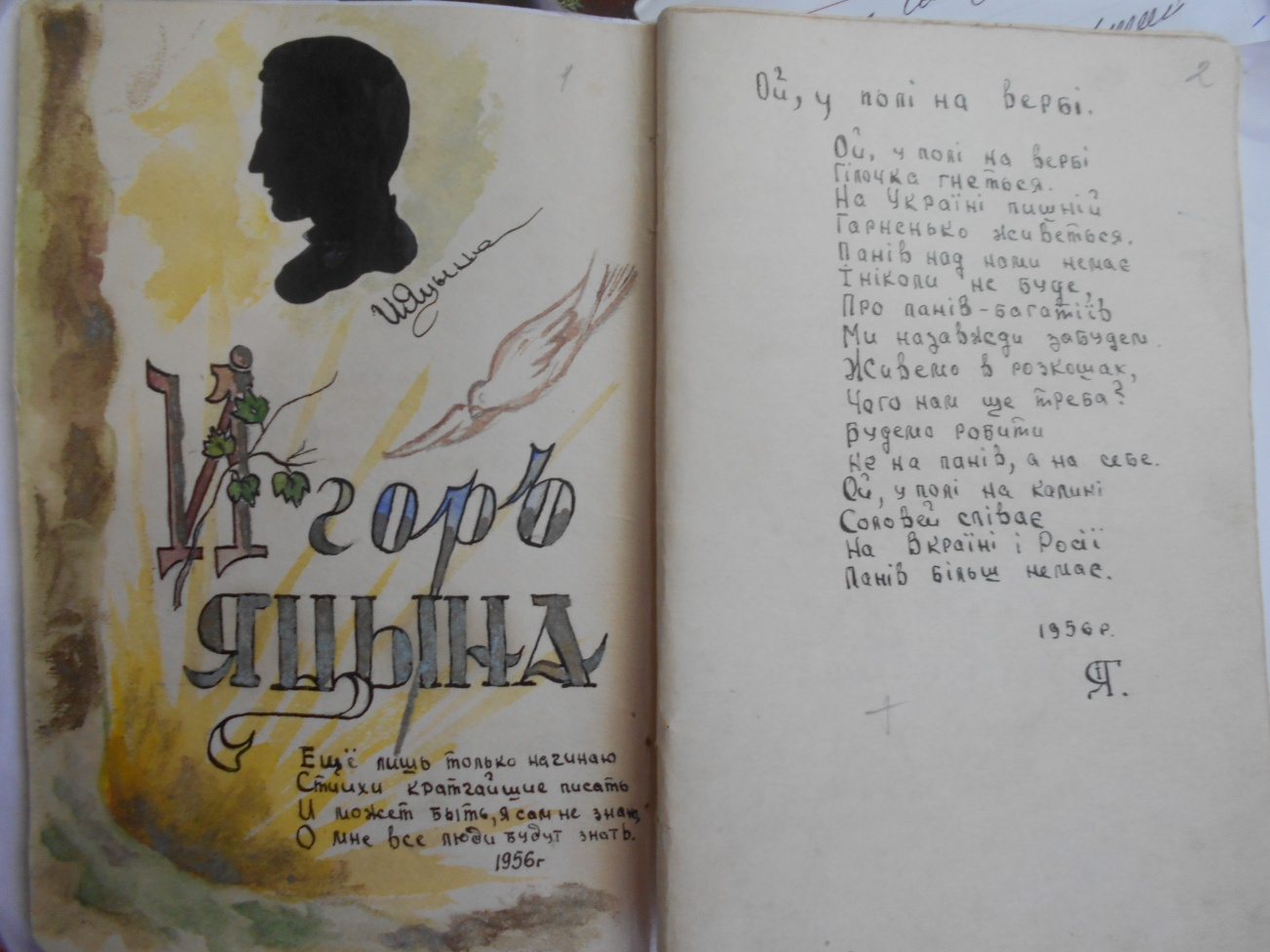
Фото. Перша збірка віршів І.Яцини

Збереглася його перша збірка віршів з оформленням Ігоря Яцина.
Еще лишь только начинаю
Стихи кратчайшие писать
И может быть, я сам не знаю, О мне все люди будут знать.
1956 г.
Тематика його творів різноманітна. Багато поезій мають філософський зміст, автор задумується над сенсом життя, над його переосмисленням («Життя — не поле перейти», «Часу плин», «Настало время подытожить», «Судьба» та ін.).
Неабияке місце в його поетичній творчості займає інтимна лірика. Ці вірші присвячені коханим жінкам («Ластівка моя», «Если б знала ты, как я встречи ждал», «Зине»).
Внутрішні переживання автора та туга за втраченим коханням звучить у поезії «Жду тебе, голубко»: Бо без тебе я нічого не бачу, Все мені не мило, навіть і життя.
День і ніч без тебе тихо й гірко плачу, Я хотів би вірить в наше вороття.
Про Північний флот Ігор згадує у вірші «Долина смерти».
Спогади автора: "Недалеко от Норвегии во время Великой Отечественной войны в одной из долин между сопок немцы окружили наших моряков. Вечером пошел дождь, а потом резко погода сменилась морозом.
У немцев было преимущество: они были на сопках. Три дня немцы держали наших моряков в окружении, но моряки не сдались, все погибли от дождя и мороза.
До 1963 года трупы моряков под открытым небом пролежали незахороненными, потому что туда, к долине смерти, как ее потом назвали, было опасно идти: кругом все было заминировано, везде валялись снаряды, оружие, патроны. Каждый квадратный метр был усеян осколками.
Туда дорогу знали немногие, кто мог рискнуть дойти в те места. На каждом шагу можно было подорваться на старой мине.
Нас, «молодых», проводили туда двое старшин, без ведома командира части. Они уже дослуживали свой срок и не однажды побывали в «Долине смерти». Они нам сказали: «Вы тоже должны когда-нибудь показать другим „молодым“ все, что вы увидите своими глазами, чтобы эти ужасы никогда больше не повторились. То, что мы увидели, нас привело в ужас.
Прошло столько времени, а впечатление было такое, как-будто бой закончился вчера».
Ще одна поезія, яка присвячена Заполяр'ю, — «Ах, море, Баренцево море». Прочитавши її, ти ніби опиняєшся разом із автором на кораблі посеред бурхливого моря, яке піниться і не може заспокоїтись.
Декілька віршів присвячені внучці Ігоря Васильовича, Вікторії. Вперше, коли він побачив її, то Вікторії виповнилося 7 років. І там, де вони жили з татом (сином Ігоря Григоровича) та бабусею (першою дружиною поета), в Миколаївській області за Новою Одесою, Ігор написав їй декілька невеличких віршів. Вікторія тільки-но закінчила 1-й клас («Вчителям», «Дідусеві поради», «Був у гостях дід у Віки», «Твій дідусь їде додому».
«На згадку дідусь подарував невеликого сувеніра внучці — чубатого рудого котика, якого Віка назвала Мурчиком, а друга у неї киця з дітками — Маруся». Звідси й народився віршик — «Є у мене аж дві киці».
Дуже теплі спогади про бабусю Ігоря Григоровича Ірину звучать у вірші «Моей бабушке Ирине»: И теперь тебя я вспоминаю
Добрым словом, и стихи тебе свои пишу.
Не вернется ко мне детство мое, знаю, А тобой я вечно дорожу.
З душевним теплом у поезії «Тьоті Паші» Ігор звертається до своєї рідної «мами-тьоті»: Свята, святих, живих жива надія, Єдина в світі, дорога без меж.
Любов і віра, вічна мисль і дія, Ти в нашім серці піснею живеш.
Велика любов до музики теж вилилася в творчості І. Яцини. Дуже часто Ігор Григорович згадував службу на північному флоті у своїх ліричних піснях. Від їх тепла, здається, могли розтопитися води Баренцевого моря: Гитара, пой! Гитара, пой!
Ведь ты всегда, Ведь ты всегда со мной.
І це дійсно так. Ігор дуже любив співати. Він мав чудовий, чарівний голос. Ігор Григорович сіяв навколо себе тільки добро і радість буття. Був людиною різнобічною. Музикант, який пісні і музику писав сам. І ці пісні зворушували, торкалися потаємного в душі людини.
Ніжний мотив кохання звучить у пісні «Признание в любви»: Я готов стоять хоть до зари, И смотреть в любимые глаза.
Только вот признание в любви, Не решусь никак тебе сказать.
Про нерозділене кохання автор говорить у пісні «Любовь весенняя»: А любовь весной
Кажется хмельной.
Ну так что ж, Пусть целует другой!.
Він одним з перших вступив колись до першого церковного хору міста Ніжина, який виник у Василівській церкві. Співав там разом із колегою по Ніжинському училищу культури М.М Близнюком. В ті часи подібний вчинок був небезпечний.
Про частину життя Яцини, яка пройшла у санаторії «Пролісок», розповіла поетеса Лідія Турова. Вона згадує, який чудовий хор створив там Ігор Григорович із співробітниками санаторію. Хор об'їхав усю Чернігівщину, побував у Київській
області. Музикант вклав душу в улюблену справу.
-  Завдяки спілкуванню з Яциною хотілося доторкнутися до всього прекрасного, — згадує Л.Турова.
Її колега по санаторію «Пролісок», медсестра Л. І. Борисовець булавражена рівнем художньої самодіяльності, яку очолював Ігор Григорович: «Це був організатор від Бога. У нього співали всі: від лікаря до технічного працівника».
На репетиції до санаторію приїжджали з дому, покинувши всі справи. Санаторій не тільки співав, ставилися там п'єси, розігрувалися мізансцени.
-  Це людина великої душі, — оцінює Яцину його однокурсниця по Ніжинському училищу культури Н. І. Олещенко. — Той, хто з ним спілкувався, запам'ятає його посмішку, його готовність прийти на допомогу.
Ігор Григорович був керівником художньої самодіяльності на заводі «Прогрес», очолював художні колективи на фабриці «Деснянка».
Дякувати Володимиру Горбачу, двоюрідному братові, який займається друком та видавництвом книг творчості Ігоря Яцини. У 2014 році за сприяння В.Горбача була видана книга «Дзвони серця», яка є «поетикою — сподівання на все найкраще, на любов до своєї землі, до рідного краю. Це не просто слова, а колоритна музика душі та серця».
Вийшла друком і друга книга «Ілюстрований альбом картин ніжинського художника Ігоря Яцини», автор — В.Горбач. В ній зібрані всі картини художника. Презентація книги була проведена в грудні 2015 р. в Крутівській ЗОШ І-ІІІ ст.
Здійснюються бажання Ігоря Григоровича: Если бы их все собрать вместе и упорядочить все
Записанное, я увидел бы свою жизнь в несколько
Раз длиннее, чем она есть.
И. Яцына.
У Володимира Петровича є ще один задум — продовжити незакінчений прозовий твір Ігоря, який не має назви.
У найближчий час планується створення музею архівних документів, які знаходяться в родині В.Горбача на базі Крутівської ЗОШ І-ІІІ ст.

## Яцина як талановитий народний цілитель
Поет, художник, музикант, Ігор Яцина мав диплом народного цілителя. До нього приїздили люди з усієї України, яких він лікував методом гіпнозу (від заїкання, ожиріння, паління тощо). Вів чіткій запис пацієнтів у своїй книзі. Але, на жаль, ця книга після його смерті була спалена.
Він мав ще один талант — лікувати душу людини. До нього йшли люди просити
розради і допомоги. Лікував усіх, але себе не уберіг. Навіть уже тяжко хворий, він не відмовляв у допомозі тим, кому було теж погано. За 2 дні до смерті Ігор Григорович рятував від хвороби свою кохану жінку, яка звернулась до нього як до народного цілителя. Людина, як зірка на небі: являється, світить і колись згасне. Але світло від неї ще довго буде зігрівати душу.
"Такі, як ти, не помирають, В серцях продовжують життя, " — написав про Яцину його колега по перу В.Гетьман.
Пам'яті Ігоря Яцини свої вірші присвятив С. Демиденко, В. Шабанов, В.Гетьман.
«Він залишив по собі теплі спогади у серцях тих, хто його знав, — сказав прозаїк Віктор Абузяров. — Стільки в цій людині було душевного тепла, порядності, доброти».
Отже, талант Ігоря Яцини не має меж, його творчість є дійсно багатогранною. Проаналізувавши його поезії, можна з упевненістю сказати, що він є патріотом своєї рідної землі. Він проймається її радощами й болями, спогади про неї приносять у душу тепло, надихають на нове творче піднесення. До глибини душі захоплюють поезії, написані про родину поета, про найдорожчих людей на землі. Поезії ж філософського змісту примушують нас задумуватися над сенсом життя, дають поштовх до глибоких роздумів. Не проходить осторонь від поета і тема кохання, яка, на нашу думку, є головним почуттям у житті митця. Без нього, здається, не було б створено такої кількості шедеврів. Для Ігоря Григоровича жінка — це натхнення, це вірний друг і порадник. У його розумінні жінка — це щось величне й незбагненне, мінливе й грайливе, прекрасне й одухотворене.
Певний відбиток у творчості поета залишив час, проведений у Заполяр'ї. У цих творах звучить мотив туги за рідним краєм.

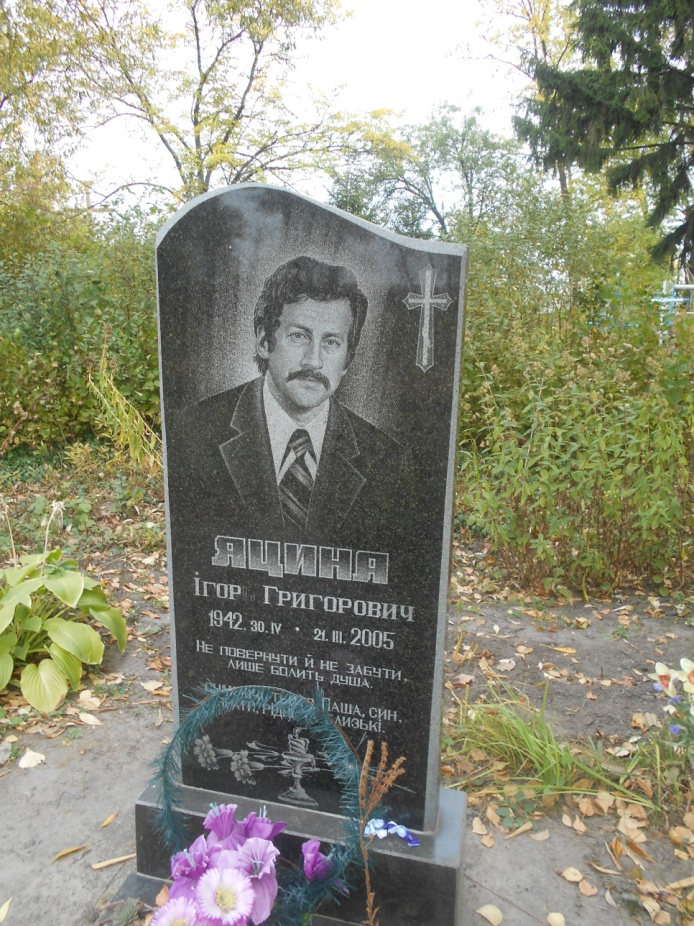
Місце поховання Яцини Ігоря Григоровича

Талант І. Яцини — лікувати душі й тіла людей.

## Смерть
Життя Ігоря Яцини обірвалося 21 березня 2005 року в м. Ніжині.
Похований поет у своєму рідному селі Крути.